# Tabanus okinawanoides
Tabanus okinawanoides är en tvåvingeart som beskrevs av Xu 1989. Tabanus okinawanoides ingår i släktet Tabanus och familjen bromsar. Inga underarter finns listade i Catalogue of Life.